# Jean-François Chabas
Œuvres principales
- Les secrets de Faith Green (1998)
- Aurélien Malte (2001)
- L'eau verte (2005)
- L'arbre et le fruit (2016)

Jean-François Chabas, né le 17 juin 1967 à Neuilly-sur-Seine, est un écrivain français, principalement de littérature pour la jeunesse.

## Biographie
Jean-François Chabas est un écrivain français né le 17 juin 1967 à Neuilly-sur-Seine.
Il vit successivement à Paris, à Chamonix, au Pays basque, en Vendée, à Marseille, avant de s'installer dans la Drôme,[source insuffisante].
Grand voyageur, spécialisé dans les romans à base ethnologique, il va puiser sa documentation dans les pays lointains. (Australie, Hawaï[source insuffisante], Nouvelle-Zélande…)[source insuffisante],[source insuffisante].
En 1995 il écrit son premier roman, Une moitié de wasicun  (prix Amerigo-Vespucci Jeunesse au Festival international de géographie de Saint- Dié-des-Vogues 1996).
Jean-François Chabas publie dans un premier temps plusieurs ouvrages dans la collection "Romans" chez Casterman, dont Les secrets de Faith Green, qui obtient de nombreux prix, parmi lesquels : Le Tam-Tam, le grand prix de la PEEP, le prix Bernard Versele (Belgique) et le prix Chronos (Suisse).
Avec Le Livre de poche Jeunesse, (années 2000), il signe quatre romans : La Guerre des plaines bleues, Txontxongilo, Camille la Louve et Aurélien Malte, régulièrement étudié dans le cadre scolaire depuis vingt ans sur le thème de la littérature épistolaire.
Il obtient le prix Sorcières pour Le Père tire-bras en 2003 chez Thierry Magnier.
L'École des loisirs publie ensuite plusieurs dizaines de ses romans (à partir de 2004), qui remportent entre autres le prix de la télévision Suisse  (La Charme), le prix de la Nouvelle Revue pédagogique (Prières), et le prix Versele (L'eau verte).
En parallèle, Jean-François Chabas publie 10 albums chez Casterman, Magnard, et Albin Michel, illustrés par Thomas Baas, Hervé Blondon, David Sala, Joanna Concejo et Marie Desbons.
En 2016 sort chez Gallimard L’arbre et le fruit, roman traitant de la violence familiale - un sujet qui lui tient à cœur, -, salué par la critique,. La loi du phajaan, en 2017, chez Didier Jeunesse, dénonce les tortures dont sont victimes les éléphants captifs en Asie du Sud-Est ,. Entre 2017 et 2020, la série Les Chroniques de Zi, en cinq tomes, chez Nathan, aborde la fantasy.
Conjointement à son travail pour la jeunesse, Jean-François Chabas, en littérature générale, publie Les Violettes (2004), Les Ivresses (2009), et Le don de Skullars Newton (2020), tous chez Calmann-Lévy.
Entre 1995 et 2020 Jean-François Chabas a écrit plus de 80 livres[source insuffisante],.
Plusieurs de ses romans figurent dans les listes de référence du Ministère de l'Éducation nationale (France), en cycle 2, en cycle 3, et en cycle 4.
Ses romans, nouvelles et albums sont traduits en plus de douze langues (Russe, coréen, turc, chinois, italien, catalan, anglais, grec, allemand, néerlandais, espagnol, portugais brésilien, et en braille pour les non-voyants.).
Depuis avril 2018, le texte de son album Folle saisons est adapté à l'opéra.
Selon La revue des livres pour enfants qui lui consacre un dossier dans la revue no 271, "L'œuvre de J.F. Chabas est porteuse d'un message profondément humaniste où les personnages, malgré les contraintes, les souffrances, les humiliations, la déchéance, poursuivent leur combat pour leur liberté en refusant les cadres institutionnels."

## Œuvres

### Années 1990
- Une moitié de wasicun  (ill. Hervé Blondon), Paris, Casterman, coll. « Roman d’aventure » (réimpr. 2003 et 2013) (1re éd. 1995), 175 p., 12,5 × 17,9 cm (ISBN 2203117729 et 9782203117723, OCLC 301610446, présentation en ligne)
- Vieille gueule de papaye  (ill. Christophe Blain), Paris, Casterman, coll. « Romans dix et plus », 1996, 123 p., 12,2 × 17,8 cm (ISBN 2203117869 et 9782203117860, OCLC 301615390, BNF 35848684)
- Nisrine et Lucifer  (ill. Christophe Blain), Paris, Casterman, coll. « Romans dix et plus », 1997, 161 p., 12,1 × 17,8 cm (ISBN 2203117923 et 9782203117921, OCLC 416545320, BNF 36169077)
- Barbak l'étrangleur  (ill. Christophe Besse), Paris, Bruxelles, Casterman, coll. « Romans Cadet » (réimpr. 2009) (1re éd. 1997), 40 p., 13,4 × 19,4 cm (ISBN 2203118415 et 9782203118416, OCLC 301615404, BNF 36183450)
- Les secrets de Faith Green  (ill. Christophe Blain), Paris, Bruxelles, Casterman, coll. « Romans dix et plus » (réimpr. 2004, 2006 et 2012) (1re éd. 1998), 152 p., 12,4 × 17,8 cm (ISBN 2203117990 et 9782203117990, OCLC 300996250, BNF 36201871, lire en ligne)
- Des crocodiles au paradis  (ill. Christophe Blain), Paris, Tournai, Casterman, coll. « Romans 9-12 ans » (réimpr. 2009) (1re éd. 1999), 205 p., 13,5 × 19,5 cm (ISBN 2203118822 et 9782203118829, OCLC 301609618, BNF 36978691, présentation en ligne, lire en ligne)
- Pauvre Alfonso !  (ill. Christophe Besse), Paris, Casterman, coll. « Romans huit et plus », 1999, 56 p., 17,8 × 12,2 cm (ISBN 2203118539 et 9782203118539, OCLC 301608287, BNF 36978689)
- La deuxième naissance de Keita Telli  (ill. Christophe Blain), Paris, Casterman, coll. « Romans dix et plus », 1999, 122 p., 12 × 17,6 cm (ISBN 2203118865 et 9782203118867, OCLC 301627153, BNF 37085588)

### Années 2000
- Ba  (ill. Benjamin Bachelier), Paris, Casterman, coll. « Romans dix et plus » (réimpr. 2003, 2005, 2006 et 2010) (1re éd. 2000), 133 p., 12,5 × 17,8 cm (ISBN 2203118946 et 9782203118942, OCLC 301631375, BNF 37102497, lire en ligne)
- Camille la louve  (ill. Vanessa Hié), Paris, Hachette Jeunesse, coll. « Cadet », 2000, 96 p., 11 × 18 cm (ISBN 2013217757 et 9782013217750, OCLC 412136259, BNF 43413675, lire en ligne)
- Txontxongilo  (ill. Christophe Blain), Évreux, Hachette Jeunesse, coll. « Cadet », 2000, 83 p., 11 × 17 cm (ISBN 2013217765 et 9782013217767, OCLC 411051463, BNF 37194409, lire en ligne)
- Trèfle d'or  (ill. François Place), Paris, Casterman, coll. « Romans dix et plus » (réimpr. 2005, 2006 et 2010) (1re éd. 2001), 55 p., 12,5 × 17,9 cm (ISBN 2203119160 et 9782203119161, OCLC 468969415, BNF 37686915, lire en ligne)
- Les frontières  (ill. José Muñoz), Paris, Casterman, coll. « Romans dix et plus » (réimpr. 2009) (1re éd. 2001), 122 p., 12 × 17,7 cm (ISBN 2203119284 et 9782203119284, OCLC 421924198, BNF 37691577, lire en ligne)
- Aurélien Malte, Paris, Hachette jeunesse, coll. « Le Livre de poche jeunesse » (réimpr. 2007) (1re éd. 2001), 127 p., 12,5 × 17,8 cm (ISBN 2013218087 et 9782013218085, OCLC 406883299, BNF 37209691, lire en ligne)
- Teri-Hate-Tua, l'épouvantable tortue rouge  (ill. Kitty Crowther), Paris, Casterman, coll. « Romans huit et plus » (réimpr. 2009) (1re éd. 2002), 57 p., 13,5 × 19,5 cm (ISBN 2203119349 et 9782203119345, OCLC 469922099, BNF 38912609)
- L'ogre blanc, Paris, Éditions Thierry Magnier, 2002, 94 p., 12 × 21 cm (ISBN 2844201687 et 9782844201683, OCLC 422245335, BNF 38886921)
- La Guerre des plaines bleues (Science-fiction), Paris, Hachette jeunesse, coll. « Le livre de poche », 2002, 152 p., 12,5 × 18 cm (ISBN 2013218354 et 9782013218351, OCLC 469638793, BNF 37718833, présentation en ligne, lire en ligne)
- Le Père Tire-Bras, Paris, Éditions Thierry Magnier, coll. « Petite Poche » (réimpr. 2015) (1re éd. 2002), 46 p., 10,5 × 15 cm (ISBN 2844201792 et 9782844201799, OCLC 401544129, BNF 38911438)
- Les hermines  (ill. Hervé Blondon), Paris, Casterman, coll. « Romans Junior », 2002, 73 p., 12 × 18 cm (ISBN 220311942X et 9782203119420, OCLC 469545061, BNF 38896706, lire en ligne)
- Les chalets de fer  (ill. Hervé Blondon), Paris, Casterman, coll. « Les albums Duculot », 2003, 20 p., 24,5 × 32 cm (ISBN 2203553022 et 9782203553026, OCLC 417441844, BNF 39091770)
- L'esprit des glaces  (ill. Hervé Blondon), Paris, Casterman, coll. « Romans junior », 2003, 85 p., 11,8 × 17,6 cm (ISBN 2203128763 et 9782203128767, OCLC 402384802, BNF 39041154, lire en ligne)
- Circé  (ill. Christian De Metter), Paris, Casterman, coll. « Romans junior », 2003, 103 p., 12 × 17,7 cm (ISBN 2203130113 et 9782203130111, OCLC 417346114, BNF 39093585, lire en ligne)
- La toile d'argent, Paris, L'École des loisirs, coll. « Neuf », 2004, 95 p., 12,5 × 19 cm (ISBN 221107720X et 9782211077200, OCLC 419748949, BNF 39223137)
- La boxe du grand accomplissement, Paris, L'École des loisirs, coll. « Médium », 2004, 222 p., 12,5 × 19 cm (ISBN 2211075703 et 9782211075701, OCLC 419837428, BNF 39216485, présentation en ligne)
- Les voyages d'Ino, Paris, L'École des loisirs, coll. « Médium » (réimpr. 2005) (1re éd. 2004), 173 p., 19 cm (ISBN 2211074731 et 9782211074735, OCLC 418608736, BNF 39128557)
- Le porteur de pierres  (ill. David Sala), Paris, Casterman, coll. « Romans junior », 2004, 69 p., 12,2 × 17,7 cm (ISBN 2203130288 et 9782203130289, OCLC 418943248, BNF 39188153, lire en ligne)
- Les violettes, Paris, Calmann-Lévy / Librairie générale française, coll. « Le livre de poche » (réimpr. 2009) (1re éd. 2004), 183 p., 14 × 21 cm (ISBN 2702134270 et 9782702134276, OCLC 417647452, BNF 39141859, lire en ligne)
- L'eau verte  (ill. Pascal Lemaître), Paris, L'École des loisirs, coll. « Neuf », 2005, 104 p., 12,5 × 19 cm (ISBN 9782211239042 et 2211239048, OCLC 1078895903, SUDOC 142544310, lire en ligne)
- La Charme, Paris, L'École des loisirs, coll. « Médium », 2005, 208 p., 19 cm (ISBN 2211078192 et 9782211078191, OCLC 420533753, BNF 39915910)
- Asami le nageur, Paris, L'École des loisirs, coll. « Neuf », 2005, 91 p., 13 × 19 cm (ISBN 2211081274 et 9782211081276, OCLC 420278318, BNF 40018960)
- Le jardin de l'homme-léopard, Paris, L'École des loisirs, coll. « Médium », 2006, 116 p., 12,5 × 19 cm (ISBN 2211084052 et 9782211084055, OCLC 421678923, BNF 40220942)
- L'ange du Namib, Paris, L'École des loisirs, coll. « Médium », 2006, 139 p., 13 × 19 cm (ISBN 2211082289 et 9782211082280, OCLC 421157278, BNF 43391990)
- Le Tsar, Paris, L'École des loisirs, coll. « Neuf », 2006, 79 p., 12,5 × 19 cm (ISBN 2211082947 et 9782211082945, OCLC 421697536, BNF 40221707)
- Perce-Neige et les démons, Paris, L'École des loisirs, coll. « Médium », 2007, 101 p., 12,5 × 19 cm (ISBN 9782211084697 et 2211084699, OCLC 470562254, BNF 40979261)
- L'étincelle : suivi de La goutte, Paris, L'École des loisirs, coll. « Neuf », 2007, 79 p., 12,5 × 19 cm (ISBN 9782211086189 et 2211086187, OCLC 470562108, BNF 40979235)
- La reine des heures, Paris, L'École des loisirs, coll. « Médium », 2007, 110 p., 13 × 19 cm (ISBN 9782211087711 et 221108771X, OCLC 335587989, BNF 41068102, présentation en ligne)
- Sortilège, Paris, L'École des loisirs, coll. « Neuf », 2007, 109 p., 12,5 × 19 cm (ISBN 2211087744 et 9782211087742, OCLC 335089691, BNF 41100256)
- Je suis la fille du voleur, Paris, L'École des loisirs, coll. « Neuf », 2008, 119 p., 12,5 × 19 cm (ISBN 2211089399 et 9782211089395, OCLC 470704092, BNF 41202885, présentation en ligne)
- Journal de Mac Lir, Paris, L'École des loisirs, coll. « Médium », 2008, 109 p., 12,5 × 19 cm (ISBN 2211085636 et 9782211085632, OCLC 470831228, BNF 41227666)
- La balle fantôme, Paris, L'École des loisirs, coll. « Neuf », 2008, 94 p., 12,5 × 19 cm (ISBN 2211092705 et 9782211092708, OCLC 470706243, BNF 41407734)
- Saia, Paris, L'École des loisirs, coll. « Médium », 2008, 98 p., 12,5 × 19 cm (ISBN 2211091156 et 9782211091152, OCLC 470706164, BNF 41407719)
- Prières, Paris, L'École des loisirs, coll. « Médium », 2008, 82 p., 12,5 × 19 cm (ISBN 2211090494 et 9782211090490, OCLC 470693748, BNF 41200735)
- Les lionnes, Paris, L'École des loisirs, coll. « Neuf », 2009, 54 p., 12,5 × 19 cm (ISBN 2211093485 et 9782211093484, OCLC 495324770, BNF 42030560, lire en ligne)
- Les mille ruses du renard volant  (ill. David Sala), Paris, Casterman, coll. « Feeling », 2009, 82 p., 13,5 × 19,5 cm (ISBN 2203024372 et 9782203024373, OCLC 664496435, BNF 42045314, lire en ligne)
- Les Monts de l'Éléphant, Paris, L'École des loisirs, coll. « Médium », 2009, 161 p., 12,5 × 19 cm (ISBN 2211092071 et 9782211092074, OCLC 470782419, BNF 41428855, présentation en ligne)
- J'irai au pays des licornes, Paris, L'École des loisirs, coll. « Médium », 2009, 180 p., 12,5 × 19 cm (ISBN 2211094244 et 9782211094245, OCLC 690499275, BNF 42073585, présentation en ligne)
- Les ivresses, Paris, Calmann-Lévy, 2009, 215 p., 14 × 21 cm (ISBN 2702140262 et 9782702140260, OCLC 470579774, BNF 42006615, lire en ligne)

### Années 2010
- La colère de Banshee  (ill. David Sala), Paris, Casterman, 2010, 22 p., 24,7 × 32 cm (ISBN 2203024380 et 9782203024380, OCLC 717477391, BNF 42131942)
- Les cinq bonheurs de la chauve-souris, Paris, L'École des loisirs, coll. « Médium », 2010, 194 p., 12,5 × 19 cm (ISBN 2211201172 et 9782211201179, OCLC 717470398, BNF 42159237)
- Contes des très grandes plaines  (ill. Philippe Dumas), Paris, L'École des loisirs, coll. « Mouche », 2010, 49 p., 12,5 × 19 cm (ISBN 2211202802 et 9782211202800, OCLC 717926989, BNF 42261036)
- Les sorcières de Skelleftestad : L'étrange mariage de Nils Swedenborg, t. 1, Paris, L'École des loisirs, coll. « Médium », 2010, 194 p., 12,5 × 19 cm (ISBN 221120161X et 9782211201612, OCLC 718123996, BNF 42268556)
- Les sorcières de Skelleftestad : Les sœurs Swedenborg, t. 2, Paris, L'École des loisirs, coll. « Médium », 2011, 116 p., 12,5 × 19 cm (ISBN 9782211201612 et 9782211203029, OCLC 718123996, BNF 42268556)
- Le farfadet, Paris, L'École des loisirs, coll. « Neuf », 2011, 92 p., 12,5 × 19 cm (ISBN 2211204279 et 9782211204279, OCLC 717865745, BNF 42371071)
- Le bonheur prisonnier  (ill. David Sala), Paris, Casterman, coll. « Les albums », 2011, 25 p., 24,7 × 31,8 cm (ISBN 2203030569 et 9782203030565, OCLC 801768968, BNF 43407908)
- La femme-nuage, Paris, L'École des loisirs, coll. « Médium », 2011, 77 p., 12,5 × 19 cm (ISBN 221120368X et 9782211203685, OCLC 762853725, BNF 42492006)
- Le coffre enchanté  (ill. David Sala), Paris, Casterman, coll. « Les albums » (réimpr. 2016) (1re éd. 2011), 24 p., 24,7 × 34,8 cm (ISBN 2203106271 et 9782203106277, OCLC 1007676207, BNF 42547290, lire en ligne)
- La terre de l'impiété, Paris, L'École des loisirs, coll. « Médium », 2012, 164 p., 12,5 × 19 cm (ISBN 2211208134 et 9782211208130, OCLC 779750085, BNF 42592454, lire en ligne)
- Le brigand à quatre mains  (ill. Cassandre Montoriol), Paris, L'École des loisirs, coll. « Mouche », 2012, 43 p., 12,5 × 19 cm (ISBN 2211208789 et 9782211208789, OCLC 795442009, BNF 42621361)
- J'ai tué l'océan, Paris, L'École des loisirs, coll. « Neuf », 2012, 91 p., 12,5 × 19 cm (ISBN 2211207685 et 9782211207683, OCLC 816591003, BNF 42754273)
- Féroce  (ill. David Sala), Paris, Casterman, coll. « Les albums », 2012, 36 p., 25 × 30 cm (ISBN 2203042249 et 9782203042247, OCLC 826848025, BNF 43528529)
- Les filles de Cùchulainn, Paris, L'École des loisirs, coll. « Médium », 2013, 110 p., 12,5 × 19 cm (ISBN 2211209181 et 9782211209182, OCLC 843372095, BNF 43538935)
- Les fleurs parlent  (ill. Joanna Concejo), Paris, Casterman, 2013, 56 p., 18,7 × 36 cm (ISBN 2203063823 et 9782203063822, OCLC 852240393, BNF 43610158, présentation en ligne)
- Récits extraordinaires, Paris, L'École des loisirs, coll. « Neuf », 2013, 74 p., 12,5 × 19 cm (ISBN 2211212522 et 9782211212526, OCLC 859443008, BNF 43658519)
- Folles saisons  (ill. David Sala), Paris, Casterman, coll. « Les albums », 2013, 25 p., 30 × 31 cm (ISBN 2203060530 et 9782203060531, OCLC 878602984, BNF 43692014)
- Le merveilleux  (Collection dirigée par Florence Barrau), Paris, Les Grandes Personnes, 2014, 150 p., 13 × 23 cm (ISBN 2361933187 et 9782361933180, OCLC 893817681, BNF 43497892)
- La piste cruelle, Paris, L'École des loisirs, coll. « Médium », 2014, 130 p., 14,7 × 21,6 cm (ISBN 2211213758 et 9782211213752, OCLC 899366976, BNF 44219080)
- Le lutin du cabinet noir, Paris, L'École des loisirs, coll. « Neuf », 2015, 174 p., 12,5 × 19 cm (ISBN 2211220959 et 9782211220958, OCLC 908436099, BNF 44288600)
- Les Rêves rouges, Paris, Gallimard Jeunesse, coll. « Scripto », 2015, 278 p., 13 × 20 cm (ISBN 2070665585 et 9782070665587, OCLC 921844460, BNF 44321101, , lire en ligne)
- L'arbre et le fruit  (Prix Hafed Benotman du roman noir collégien 2019[29]), Paris, Gallimard Jeunesse, coll. « Scripto », 2016, 125 p., 13 × 20 cm (ISBN 2070573281 et 9782070573288, OCLC 968183045, BNF 45260876, lire en ligne)
- La fée des Maamouls  (ill. Zeina Abirached), Paris, Magnard jeunesse, coll. « Romans 8-12 ans », 2016, 152 p., 14 × 21,5 cm (ISBN 2210963079 et 9782210963078, OCLC 956709783, BNF 45042273, lire en ligne)
- Le diable de monsieur Wai  (ill. Pascal Lemaître), Paris, L'École des loisirs, coll. « Neuf », 2016, 158 p., 12,5 × 19 cm (ISBN 2211218504 et 9782211218504, OCLC 948682495, BNF 45018813, lire en ligne)
- Le lézard de Pem Pem  (ill. Marie Desbons), Paris, Magnard jeunesse, coll. « Contes et classiques du monde », 2016, 25 p., 28,4 × 32,7 cm (ISBN 2210963052 et 9782210963054, OCLC 968707546, BNF 45157488)
- Le roi Moi  (ill. Thomas Baas), Paris, Albin Michel jeunesse, 2017, 32 p., 23,5 × 34,2 cm (ISBN 2226328300 et 9782226328304, OCLC 989689566, BNF 45240813)
- La loi du Phajaan  (ill. Lucia Calfapietra, Coup de cœur Jeunesse de la ville d'Asnières-sur-Seine 2018[30]), Paris, Didier Jeunesse, 2017, 116 p., 14,8 × 21,8 cm (ISBN 2278085697 et 9782278085699, OCLC 1013897143, BNF 45367744, lire en ligne)
- Les Chroniques de Zi, livre 1 : Phelan  (ill. G. Morellec), Paris, Nathan, 2018, 224 p., 14,1 × 21,1 cm (ISBN 2092574922 et 9782092574928, OCLC 1021877395, BNF 45565345)
- Les Chroniques de Zi, livre 2 : Nara  (ill. G. Morellec), Paris, Nathan, 2018, 234 p., 14,1 × 21,1 cm (ISBN 2092574922 et 9782092574942, OCLC 1021877395, BNF 45565345)
- Les Chroniques de Zi, livre 3 : Turi  (ill. Guillaume Morellec), Paris, Nathan, 2019, 263 p., 14,1 × 21 cm (ISBN 209257681X et 9782092576816, OCLC 1104299371, BNF 45666314)
- Les Chroniques de Zi, livre 4 : Oviri, Paris, Nathan, 2019, 256 p., 14,1 × 21 cm (ISBN 2092582844 et 9782092582848, OCLC 1129751564, BNF 45798851)
- La rivière de satin, Paris, Didier Jeunesse, coll. « Fiction », 2019, 183 p., 14,5 × 21,5 cm (ISBN 2278091662 et 9782278091669, OCLC 1104327615, BNF 45679736, lire en ligne)

- Dans les yeux de Nawang[31],[32], (ill. Clotilde Perrin, Paris, Albin Michel, 2019, 48 p., 34 x 27 cm  (ISBN 978-2-226-40353-7)

### Années 2020
- Le don de Skullars Newton, Calmann-Lévy, 2020, 378 p., 23,5 x 15,3 cm  (ISBN 9782702165461)
- Les Chroniques de Zi, livre 5: Chuluun, (ill. GuillaumeMorellec), Paris, Nathan, 2020, 336 p., 14,1 x 21,1 cm  (ISBN 2092583069)
- Red Man, Au Diable Vauvert, 2021, 128 p., 13 x 19,8 cm  (ISBN 9791030703542)
- Ils ont volé nos ombres, Talents Hauts, 2021, 320 p., 14,8 x 21 cm  (ISBN 9782362664328)
- Laïka est revenue, Editions du Rouergue, coll. Epik, 2022, 240 p., 14.2 x 2.1 x 20.5 cm  (ISBN 978-2812623240)
- Ma petite bonne[33],Talents Hauts, 2022, 228 p., 14,8 x 21 cm  (ISBN 9782362664649)
- La malédiction de Karl von Karrotte, Didier Jeunesse, 2022, 192 p., 14,5 x 21,5 cm  (ISBN 9782278120758)
- Les nuits magiques de Nisnoura ( ill. Alexandra Huart), Kaleidoscope, 2022, 48 p., 25.1 x 0.9 x 30.6 cm  (ISBN 978-2378880798)
- La sorcière et les Manananggals, Editions du Rouergue, coll. Epik, 2023, 240 p.,14 x 20,5 cm  (ISBN 978-2-8126-2442-1)
- Un amour de vague, (ill. Christel Espié), Paris, Albin Michel, 2023, 40 p, 24,6 x 30,7 cm   (ISBN 978-2226476180)
- Sorry Business, Editions du Rouergue, coll. doado noir, 2024, 224 p.,14 x 20,5 cm   (ISBN 978-2-8126-2623-4)
- La terre rouge a bu le sang, Editions Courtes et longues, coll Roman Ultraviolet, 2024, 400 p. 20,5 x 14,5 cm  (ISBN 978-2-35290-424-3)

## Principaux prix et distinctions
(Liste non exhaustive, classée par ordre d'années croissantes)
- 1996 : Prix Amerigo-Vespucci Jeunesse pour Une moitié de Wasicun[9] ;
- 1998 : Prix Tatoulu pour Barbak l’étrangleur[34] ;
- 1998 : Prix Tam-Tam pour Les Secrets de Faith Green, illustré par Christophe Blain[10] ;
- 1999 : Grand Prix des Jeunes Lecteurs de la PEEP pour Les Secrets de Faith Green[11] ;
- 1999 : Prix Roman historique de Poitiers pour Les secrets de Faith Green[35] ;
- 1999 : Prix des Incorruptibles pour Les secrets de Faith Green[35] ;
- 2000 : Prix Chronos (Suisse) pour Les Secrets de Faith Green[12] ;
- 2000 : Prix Bernard Versele (Belgique) pour Les secrets de Faith Green ;
- 2003 : Prix Sorcières, catégorie Premières lectures, pour Le Père tire-bras[14] ;
- 2006 : Prix de la Télévision Suisse TSR pour La Charme[36] ;
- 2007 : Prix Bernard Versele (Belgique) pour L’eau verte[37] ;
- 2009 : Prix NRP de littérature jeunesse pour Prières ;
- 2012 : Prix Chrétien de Troyes pour Le Bonheur prisonnier, avec David Sala[38] ;
- 2017 : Prix Imaginales des écoliers pour Le Lutin du cabinet noir[39].
- 2023 : Grand Prix des Jeunes Lecteurs de la PEEP pour Ma petite bonne[11] ;